# Shunchengjie-Moschee
Die Shunchengjie-Moschee (chin. Kunming Shunchengjie Qingzhensi 昆明顺城街清真寺; engl. Shuncheng Street Mosque) ist eine Moschee in Kunming, der Hauptstadt der südwestchinesischen Provinz Yunnan. Sie soll 1425 in der Zeit der Ming-Dynastie gegründet worden sein. Die Moschee ist Sitz des Yunnan-Zweiges der Islamischen Gesellschaft Chinas.